# Alastair Stewart
Alastair James Stewart né le 22 juin 1952 est un journaliste et présentateur anglais. Il travaille pour le groupe Independent Television News en tant que présentateur de ITV News sur la chaîne ITV. Il est également le dirigent d'une association caritative Kids for Kids, qui aide les enfants au Darfour et au Soudan.

## Biographie

### Enfance et formation
Alastair Stewart est né dans le comté du Hampshire d'un père écossais originaire d'Invergarry et d'une mère anglaise. Ses parents ont tous deux servi dans la Royal Air Force,.
Alastair Stewart a fait ses études en Écosse, à l'école publique Madras College à St Andrews dans le Fife puis en Angleterre, à Salesian College à Farnborough dans le Hampshire et à St. Augustine's Abbey School à Ramsgate dans le Kent, Il étudie ensuite à l'Université de Bristol l'économie et la politique, il travaille également pour le National Union of Students (syndicat étudiant) de 1974 à 1976.

### Années 1970: début à la télévision
La carrière à la télévision d'Alastair Stewart débute en 1976 à ITV sud Angleterre, à Southampton, alors qu'ITV appartenait à Southern Television. Il officie alors comme journaliste - reporter, présentateur et producteur de documentaire. Il enregistre l'une des dernières interviews de Louis Mountbatten avant son assassinat par armée républicaine irlandaise provisoire en 1979, il passe également 6 semaines en prison à Ford Open Prison pour réaliser un documentaire d'une demi-heure.

### Années 1980: début à ITN
Alastair Stewart rejoint Independent Television News (ITN) en 1980 en tant que correspond industriel et présentateur joker. De 1983 à 1986, il est présentateur et reporter à Channel 4, puis à partir de septembre 1986 il présente News at 5.45.
Il a également couvert en direct l'accident de la navette spatiale Challenger, avec le passage d'un flash d'information de deux minutes à une édition spéciale d'une heure. Il coprésente, avec Sandy Gall, l'édition spéciale due à l'attaque du vol 103 Pan Am ainsi que l'hommage aux victimes.
En mai 1989, il présente News at Ten, où il présente en direct la chute du mur de Berlin, puis il part un an aux États-Unis pour devenir le correspondant d'ITN à Washington.

### Années 1990: forte présence médiatique
Quatre jours après son retour de Washington, il est envoyé à Dhahran en Arabie saoudite pour couvrir, pour ITN, la guerre du Golfe. Il présente News at Ten en direct d'Arabie saoudite durant deux mois. À la fin février, il est le premier reporter TV britannique à couvrir, en direct, la libération de Koweït (ville). Il présente News at Ten depuis Koweït pendant une semaine avant son retour au Royaume-Uni.
Il présente également de nombreux programmes spéciaux pour le réseau ITV comme pour les Cérémonies d'ouverture du Parlement, les spéciales élections et visites d'États, ou les mariages royaux tels que le mariage du prince Charles et de Diana Spencer et d'Andrew d'York et Sarah Ferguson.
De 1993 à septembre 2009, il est coprésentateur de London Tonight, le programme régional d'ITV London.
Il présente aussi Alastair Stewart's Sunday sur BBC Radio 5 en 1994, dans la même année, il commence à présenter Police Camera Action! et en 1995, il rejoint Good Morning Television où il présente Alastair Stewart's Sunday Programme jusqu'en 2001.
Alastair Stewart fait aussi une brève apparition dans Les Condamnées, en tant que journaliste.

### Années 2000
Il présente les journaux sur ITV News Channel lors de la guerre d'Irak ainsi que Live with Alastair Stewart.
Il est aussi régulièrement présent sur ITV pour couvrir les élections, il coprésente avec Jonathan Dimbleby les élections générales britanniques de 2005, les élections générales britanniques de 1997 avec Dimbleby et Michael Brunson, celles de 1992 avec Jon Snow et celles de 1987 avec Alastair Burnet.
Il est le présentateur principal de Election Night Live: America Decides, une édition spéciale, de nuit, pour l'élection présidentielle américaine de 2008.
Il présente encore Police Camera Action!, sur ITV. Mais il arrête la présentation après sa deuxième condamnation pour conduite en état d'ivresse (son taux était de quatre fois la limite légale et l'a conduit dans un poteau de téléphone). Les épisodes qui étaient déjà enregistrés en 2002 ont toutefois été diffusés en janvier 2006. Police Camera Action! revient à l'écran en septembre 2007, avec un nouveau présentateur Adrian Simpson, mais Alastair assure l'introduction et la conclusion de chaque épisode.
En février 2007, il devient coprésentateur d'ITV News, en remplacement de Nicholas Owen. Le journal est remanié en juillet 2009, à partir de ce moment Alastair Stewart devient l'un des deux présentateurs principaux du programme. Toujours en 2007, il présente une émission politique sur ITV Moral of the Story, diffusé à plusieurs reprises le dimanche soir mais qui a été déprogrammé après de mauvaises audiences.
En août 2009, il est annoncé comme coprésentateur d'ITV News at 6:30, abandonnant son rôle de présentateur de London Tonight. Cela prend effet à partir du 7 septembre 2009. Il présente également l'édition spéciale pour les élections générales britanniques de 2010.
Alastair Stewart est un grand admirateur de The Rolling Stones, il remporte le 29 décembre 2009 le Celebrity Mastermind avec pour spécialité The Rolling Stones. Interrogé par John Humphrys, s'il existait encore quelqu'un qu'il aimerait interviewer, il a répondu le pape et Mick Jagger le chanteur de The Rolling Stones.

### Années 2010
Le 15 avril 2010, Alastair Stewart présente, en direct à la télévision, le premier débat des candidats à l’élection du premier ministre lors des élections générales britanniques de 2010 entre Gordon Brown, David Cameron et Nick Clegg.
Il reçoit un doctorat honorifique de l'université de Plymouth en septembre 2010, de l'université de Winchester en 2011, et de l'université de Sunderland en 2012.

## Engagement
Alastair Stewart soutient nombre d'associations dont Kids for Kids qui aide les villages au Darfour. Il est vice-président de Action for Children et Home-Start International. Il a reçu le grade d'Officier de l'ordre de l'Empire britannique en 2006 pour ses actions à la télévision et dans les associations. En 2008, il est fait Honorable docteur en droit par l'université de Bristol pour ses actions de télévision.

## Récompenses
- The Face of London Award en 2002 par la Royal Television Society.
- Présentateur de l'année en 2004 (Presenter of the Year Award) par la Royal Television Society pour sa couverture en direct de la prise d'otages de Beslan.
- Présentateur information de l'année en 2005 (News presenter of the Year) par la Royal Television Society pour son émission Live with Alastair Stewart.